# Atlas (robot)
Pour les articles homonymes, voir Atlas.

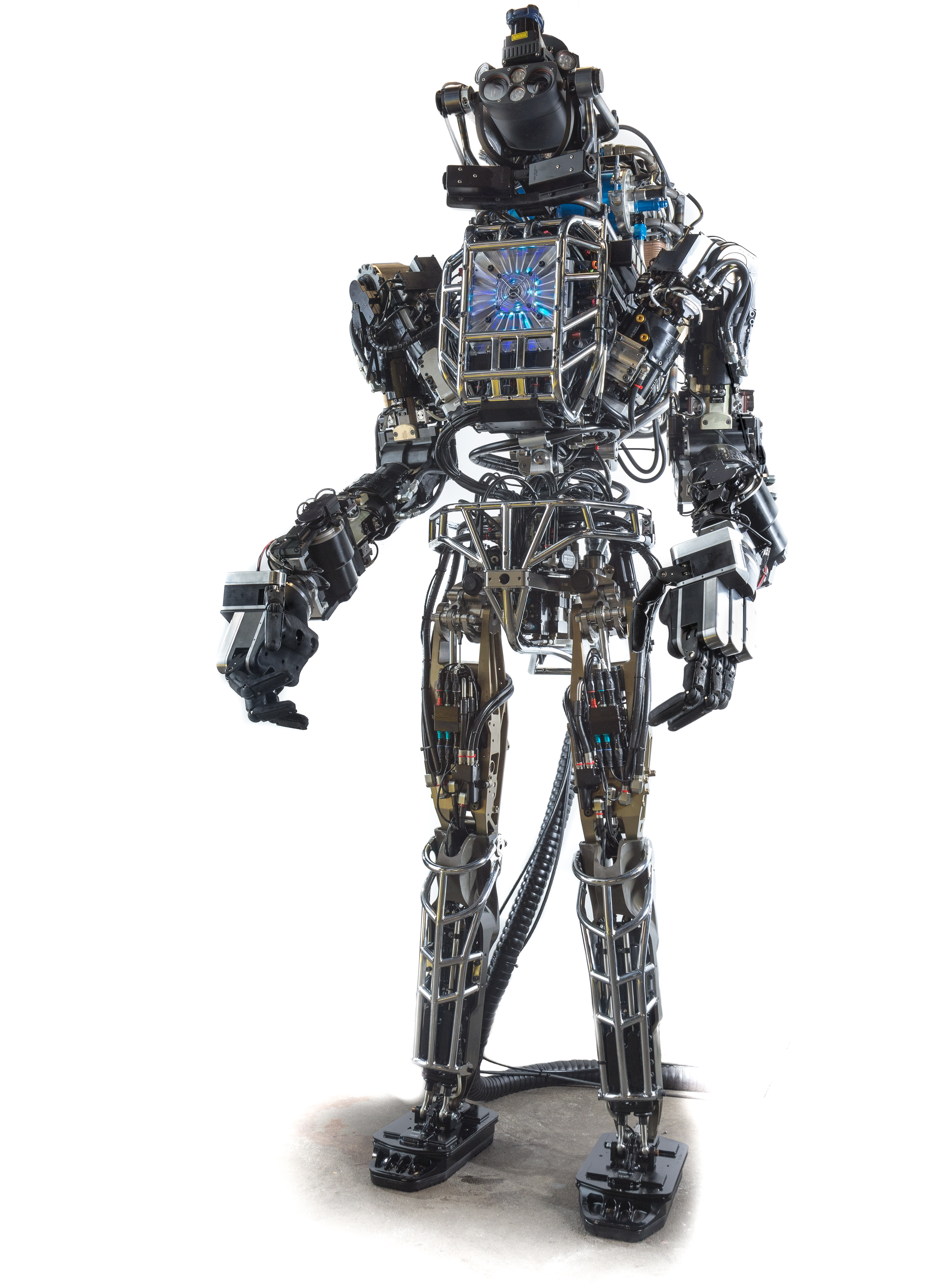
Vue de face du robot Atlas en 2013.

Atlas est un robot de type androïde principalement développé par Boston Dynamics, sous financement et surveillance de la Defense Advanced Research Projects Agency (DARPA). Il mesure 1,88 m et est conçu pour diverses tâches de recherche et sauvetage, il a été dévoilé au public le 11 juillet 2013. Le développement d'Atlas fait partie du Darpa Robotics Challenge.
En 2016, une vidéo présentant une évolution du robot est diffusée par Boston Dynamics. Ce modèle d' 1,75 m et 82 kg peut porter des paquets, ouvrir des portes mais aussi se relever quand on le pousse ou qu'il est déséquilibré.
Le 16 novembre 2017, une vidéo mise en ligne par Boston Dynamics sur leur chaîne YouTube démontre l'agilité du robot Atlas : celui-ci exécute une série de sauts à pieds joints ainsi qu'un salto arrière. 
Le 29 décembre 2020, Boston Dynamics publie une vidéo dans laquelle les performances de plusieurs robots, dont Atlas, sont démontrées sous la forme d'une chorégraphie réalisées par ceux-ci sur la chanson Do you love me? de The Contours,.
En avril 2024, la compagnie annonce sur YouTube la fin du développement de la version hydraulique d'Atlas.  Elle publie le lendemain une vidéo montrant une nouvelle version électrique.

## Applications
Atlas est destiné à aider les services d'urgence dans les opérations de recherche et de sauvetage, en effectuant des tâches dans des environnements où les humains ne pourraient pas survivre. En 2013, le ministère de la Défense des États-Unis a déclaré qu'il n'avait aucun intérêt à utiliser le robot pour la guerre.
En 2015, lors de la compétition robotique organisée par la DARPA, Atlas pouvait réaliser ces 8 tâches :
1. Conduire un véhicule à sa destination.
2. Se déplacer à travers des débris.
3. Déplacer des débris bloquant un accès.
4. Ouvrir une porte et entrer dans un immeuble.
5. Se déplacer dans un environnement industriel.
6. Utilisation d’outils pour la réalisation de travaux.
7. Localiser une fuite d’eau et résoudre le problème en fermant une valve.
8. Utilisation d’un tuyau d’incendie.

## Réactions
Atlas a été dévoilé au public le 11 juillet 2013. Le journal américain The New York Times avait dit que ses débuts étaient « un exemple frappant montrant en quoi les ordinateurs commencent à se voir pousser des jambes et se promener dans le monde réel », décrivant la création du robot comme étant « un grand pas - quoique incertain - vers l'ère des robots humanoïdes. ». Gary Bradksy, spécialiste de l'intelligence artificielle, a déclaré qu'une « nouvelle espèce, les Robo Sapiens, est en train d'émerger ». 